# Рамлаксман
Виджай Патил, известный под псевдонимом Рамлаксман  (хинди रामलक्ष्मण; 16 сентября 1942, Нагпур, Британская Индия — 22 мая 2021, Нагпур, Махараштра) — индийский кинокомпозитор, сочинявший музыку для фильмов на маратхи и хинди.

## Биография
Урождённый Виджай Патил, будущий композитор появился на свет и вырос в Нагпуре.
Обучаться музыке начал у отца Кашинатха и дяди Пралхада, а затем учился в Bhatkhande Shikshan Sanstha.
Виджай начал карьеру как певец и музыкант в городских оркестровых труппах.
В 1962—1963 годах он переехал в Бомбей, где выступал на небольших мероприятиях и собраниях. В этот период он познакомился с Сурендрой Хендре, который также хотел стать композитором. На одном из танцевальных выступлений в 1974 году, где Виджай был в числе музыкантов, его попросили открыть концерт вместо опоздавших певцов, и он исполнил несколько произведений собственного сочинения.
После концерта режиссёр Дада Кондке, присутствовавший на нём, предложил Виджаю и Сурендре написать музыку для его фильма на маратхи Pandu Havaldar (1975). Он же дал их дуэту псевдоним Рам-Лаксман.
Фильм стал хитом и дуэт продолжил сотрудничество с Кондке, сочинив музыку для его фильмов Tumcha Amcha Jamla (1976), Ram Ram Gangaram (1977) и Bot Lavin Tithe Gudgulya (1978).
К композиторам также обратился молодой режиссёр из Rajshri Productions Дипак Бахри, предложив им работу в его шпионском боевике Agent Vinod.
Однако вскоре после этого, в 1976 году, Сурендра погиб. В память о нём Виджай продолжил использовать их общий псевдоним.
В период с 1974 по 1998 год Рамлаксман написал музыку к 25 из 26 фильмов Дады Кондке. Он также сотрудничал с Дипаком Бахри в картинах Taraana (1979), Hum Se Badhkar Kaun (1981), Ustadi Ustad Se (1982), Hum Se Hai Zamana (1983). Все десять их общих фильмов стали музыкальными хитами.
В 1980—1990-х годах до появления Надим-Шраван и Ану Малика, он был одним из самых плодовитых композиторов Болливуда. Среди песен Рамлаксмана наиболее известны «Lavleena aa gaya main» из Agent Vinod (1977) и праздничный гимн Ганеше «Deva O Deva» из Humse Badhkar Kaun (1981). Однако наибольший успех он пережил в 1989 году, после выхода режиссерского дебюта Сурадж Барджатья «Я полюбил».
Песни из него мгновенно стали хитами и принесли композитору премию Filmfare. Не менее успешными были «Кто я для тебя?» (1994) и «Нас не разлучить» (1999) того же режиссёра. 
Рамлаксман также написал музыку для «Каменные цветы» (1991), 100 Days (1991) и Muskurahat (1992).
В конце 2010-х после перенесённого инсульта он перестал петь и сочинять музыку и вернулся в Нагпур.
В 2018 году правительство Махараштры присудило композитору премию имени Латы Мангешкар.
Рамлаксман скончался в своем доме 22 мая 2021 года в результате остановки сердца.